# Puig del Boixer
El puig del Boixer és una muntanya de 975 metres, situada entre els municipis de Maçanet de Cabrenys (Alt Empordà) i Sant Llorenç de Cerdans (Vallespir).